# 趙匡 (金官伽倻)
趙匡（ちょうきょう、조광）は、金官伽倻の建国時に諸王に仕えた重臣。金官伽倻の第3代の王麻品王の妃である好仇は趙匡の孫娘である。官職宗正監を務める。
許黄玉がインドのサータヴァーハナ朝から船に乗って48年に伽耶に渡来した際に、媵臣（嫁にいく女の付き人）としてサータヴァーハナ朝から伽耶に渡来した。

## 家族
- 妻：慕良
- 孫：好仇